# Pseudochazara pelopea
De Pseudochazara pelopea is een vlinder uit de familie van de Nymphalidae, uit de onderfamilie van de Satyrinae. De wetenschappelijke naam van deze soort is voor het eerst voorgesteld als Satyrus (Pseudochazara) baldiva pelopea door Johann Christoph Friedrich Klug in een publicatie uit 1832.

## Verspreiding
De soort komt voor in Turkije, Armenië, Azerbeidzjan, Syrië, Libanon, Israël, Iran en Turkmenistan.

## Habitat en vliegtijd
De vlinder kan worden aangetroffen van juni tot augustus op droge hellingen met warmteminnende vegetatie, tussen 1000 en 3000 meter hoogte.

## Ondersoorten
- Pseudochazara pelopea pelopea (Klug, 1832) (Syrië, Libanon, Israël)
- Pseudochazara pelopea persica (Christoph, 1877) (Turkije, Armenië, Azerbeidzjan, Iran)
  - = Satyrus pelopea var. persica Christoph, 1877
- Pseudochazara pelopea tekkensis (Heyne, 1895) (Kopet-Dag, grensgebied tussen Iran en Turkmenistan)